# Frouke van der Hoef-van Rossem
Frouke van der Hoef-van Rossem (Rotterdam, 12 april 1861 – Den Haag, 29 december 1949) was een Nederlands beeldend kunstenares. Ze schilderde en tekende en was gespecialiseerd in batikwerk op perkament.

## Levensloop
In 1903 zond ze werk in voor de tweede tentoonstelling van het kunstgenootschap Pictura Veluvensis in Renkum.
Van Rossem trouwde in 1905 te Rheden met kunstenaar Gerrit van der Hoef. Het echtpaar ging wonen in Bergen, waar zij beiden in 1907 medeoprichters waren van de Berger Kunsthandel. Het echtpaar deed mee aan de eerste exposities van de Berger Kunsthandel. In 1912 exposeerde Van der Hoef-van Rossem samen met haar echtgenoot in Huize Sonnevanck in Bergen. In 1913 liet ze werk zien op een tentoonstelling van De Onafhankelijken in Amsterdam. In 1919 was ze samen met haar man met werk aanwezig op de laatste expositie van de Berger Kunsthandel.
In 1919 verhuisde ze met haar man naar Den Haag.
In 1927 werd in de Haagse kunsthandel De Bron een tentoonstelling gehouden van haar perkament-batik, die in De Avondpost lovend werd besproken. Een jaar later was werk van haar te zien op een tentoonstelling van corporatie De Werkers in de Volksuniversiteit te Den Haag.

## Varia
In de catalogus van het Frans Hals Museum uit 1915 staat ze vermeld als Frauke van der Hoef-van Rossem. Het museum bezat toentertijd een gekleurde krijttekening, Lelie, van haar hand.
- Biografisch Portaal: 25477941
- RKD-Nederlands Instituut voor Kunstgeschiedenis: 68351